# Sonata da camera
Die Sonata da camera (ital. sonata, suonata, von suonare „klingen, erklingen lassen“/ ital. camera „Zimmer“, „Kammer“) ist ein mehrsätziges Instrumentalstück.
Die Sonata da camera wurde im 17. Jahrhundert in Italien entwickelt. Die zumeist instrumental vorgetragenen Tanzsätze vermischen sich mit anderen. Langsames und schnelles Tempo der Sätze wechseln aneinander ab, wobei die Satzfolge nicht festgelegt ist. Der italienische Komponist und Violinist Arcangelo Corelli (1653–1713) setzt der Sonata da camera ein Präludium vorweg. Darüber hinaus bildet jede einzelne Sonate einen Zyklus, der durch das Beibehalten einer Tonart zusammengehalten wird. Zudem sind die Sätze untereinander durch motivische Verwandtschaft verbunden.
Neben der Sonata da camera standardisierte Corelli gegen Ende des 17. Jahrhunderts auch die Sonata da chiesa.